# Joseph Raja Rao Thelegathoti
Joseph Raja Rao Thelegathoti SMM (* 8. März 1952 in Peddautapally, Andhra Pradesh, Indien) ist Bischof von Vijayawada.

## Leben
Joseph Raja Rao Thelegathoti trat der Ordensgemeinschaft der Montfortaner bei und legte am 31. Januar 1980 die ewige Profess ab. Er empfing am 7. Juni 1980 das Sakrament der Priesterweihe.
Am 19. Dezember 2015 ernannte ihn Papst Franziskus zum Bischof von Vijayawada. Der Apostolische Nuntius in Indien, Erzbischof Salvatore Pennacchio, spendete ihm am 2. Februar 2016 die Bischofsweihe; Mitkonsekratoren waren der Erzbischof von Hyderabad, Thumma Bala, und der Erzbischof von Visakhapatnam, Prakash Mallavarapu.